# عصب بینی‌مژگانی
عصب بینی‌مژگانی یا عصب نازوسیلیاری (انگلیسی: Nasociliary nerve) شاخه‌ای از عصب چشمی است (که خود شاخه‌ای از عصب سه‌قلو می‌باشد). عصب بینی‌مژگانی از نظر اندازه بین دو شاخه دیگر عصب چشمی، یعنی عصب پیشانی و عصب اشکی، حد واسط است.

## ساختار

### مسیر
عصب بینی‌مژگانی از طریق شکاف حدقه‌ای فوقانی وارد حدقه می‌شود، از حلقه رباطی مشترک عبور می‌کند، و بین دو سر ماهیچه راست جانبی و بین شاخه‌های فوقانی و تحتانی عصب حرکتی چشمی قرار می‌گیرد. عصب مژگانی‌بینی از روی عصب بینایی (CN II) به همراه سرخرگ چشمی عبور می‌کند. سپس به صورت مایل در زیر ماهیچه راست بالایی و ماهیچه مایل بالایی به سمت دیواره داخلی کاسه چشم پیش می‌رود و در آنجا عصب پرویزنی پسین و عصب پرویزنی پیشین (عصب اتموئید قدامی) را از خود منشعب می‌کند.

### شاخه‌ها
شاخه‌های عصب بینی‌مژگانی عبارتند از:
- عصب پرویزنی پسین (عصب اتموئید خلفی)
- عصب پرویزنی پیشین (عصب اتموئید قدامی)
- عصب‌های مژگانی بلند
- عصب زیرقرقره‌ای
- شاخه ارتباطی با دژپیه مژگانی

## کارکرد
شاخه‌های عصب بینی‌مژگانی عصب‌دهی حسی سازه‌های اطراف چشم از جمله قرنیه، پلک‌ها، ملتحمه، سلول‌های هوایی پرویزنی و مخاط حفره بینی را فراهم می‌کنند.

## اهمیت بالینی

### ارزیابی بالینی
از آنجایی که هر دو عصب مژگانی کوتاه و بلند، اندام آوران رفلکس قرنیه را حمل می‌کنند، می‌توان با بررسی این رفلکس در بیمار سلامت عصب نازوسیلیاری (و در نهایت عصب سه‌قلو) را آزمود. به‌طور طبیعی، وقتی هر یک از قرنیه‌ها تحریک می‌شود (نه ملتحمه که توسط اعصاب پوستی مجاور عصب‌دهی می‌شود) هر دو چشم باید پلک بزنند. اگر هیچ چشمی پلک نزند، عصب بینی‌مژگانی همان طرف آسیب دیده‌است، یا عصب چهره‌ای (CN VII، که اندام وابران این رفلکس را حمل می‌کند) به صورت دو طرفه آسیب دیده‌است. اگر فقط چشم مقابل پلک بزند، عصب چهره‌ای همان طرف آسیب دیده‌است. اگر فقط چشم همان طرف پلک بزند، عصب چهره‌ای طرف مقابل آسیب دیده‌است.

## تصاویر بیشتر

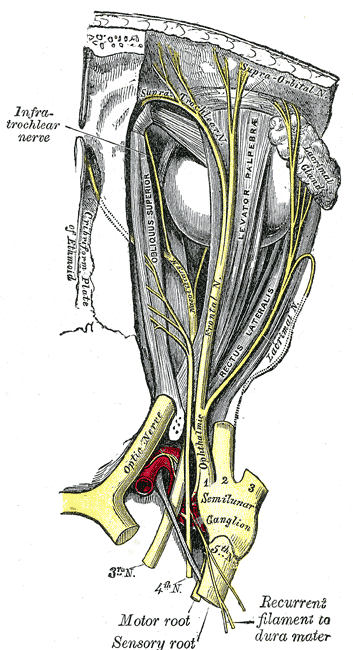
عصب‌های حدقه. از بالا دیده می‌شود.
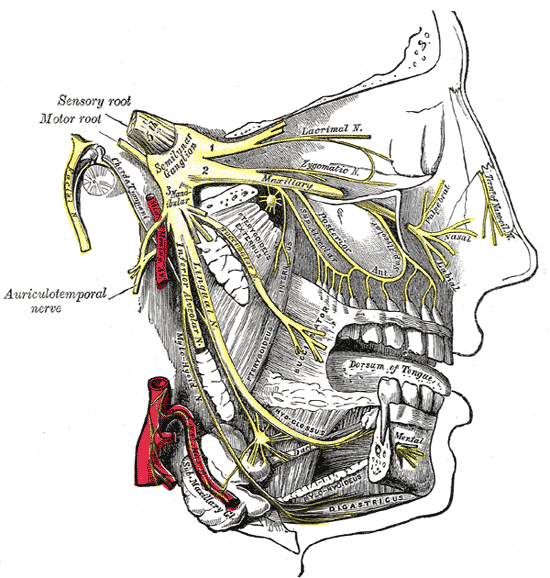
توزیع اعصاب فک بالا و فک پایین و گانگلیون زیرآرواره‌ای.
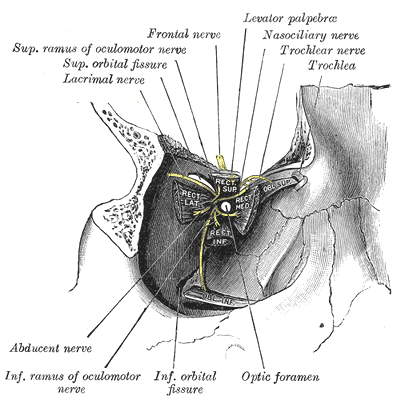
تشریحی که منشا عضلات چشمی راست و اعصابی را که از طریق شکاف حدقه‌ای فوقانی وارد می‌شوند، نشان می‌دهد.
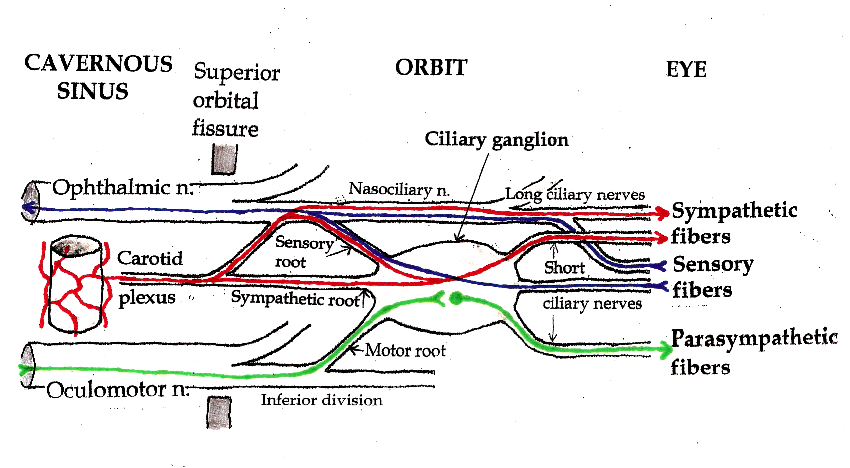
مسیرها در گانگلیون مژگانی.
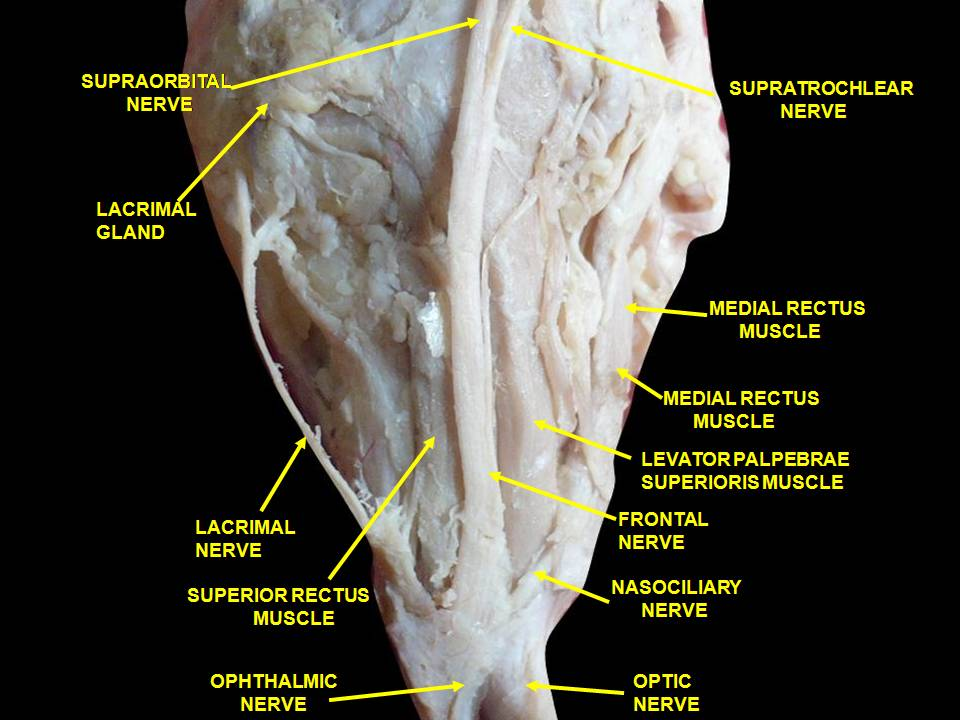
ماهیچه برون‌چشمی. عصب‌های حدقه. تشریح عمقی.